# Staudham (Wasserburg am Inn)
Der Weiler Staudham ist ein Gemeindeteil der Stadt Wasserburg am Inn im oberbayerischen Landkreis Rosenheim.

## Geografie
Staudham befindet sich etwa fünf Kilometer westlich von Wasserburg und liegt auf einer Höhe von 481 m ü. NHN.

## Geschichte

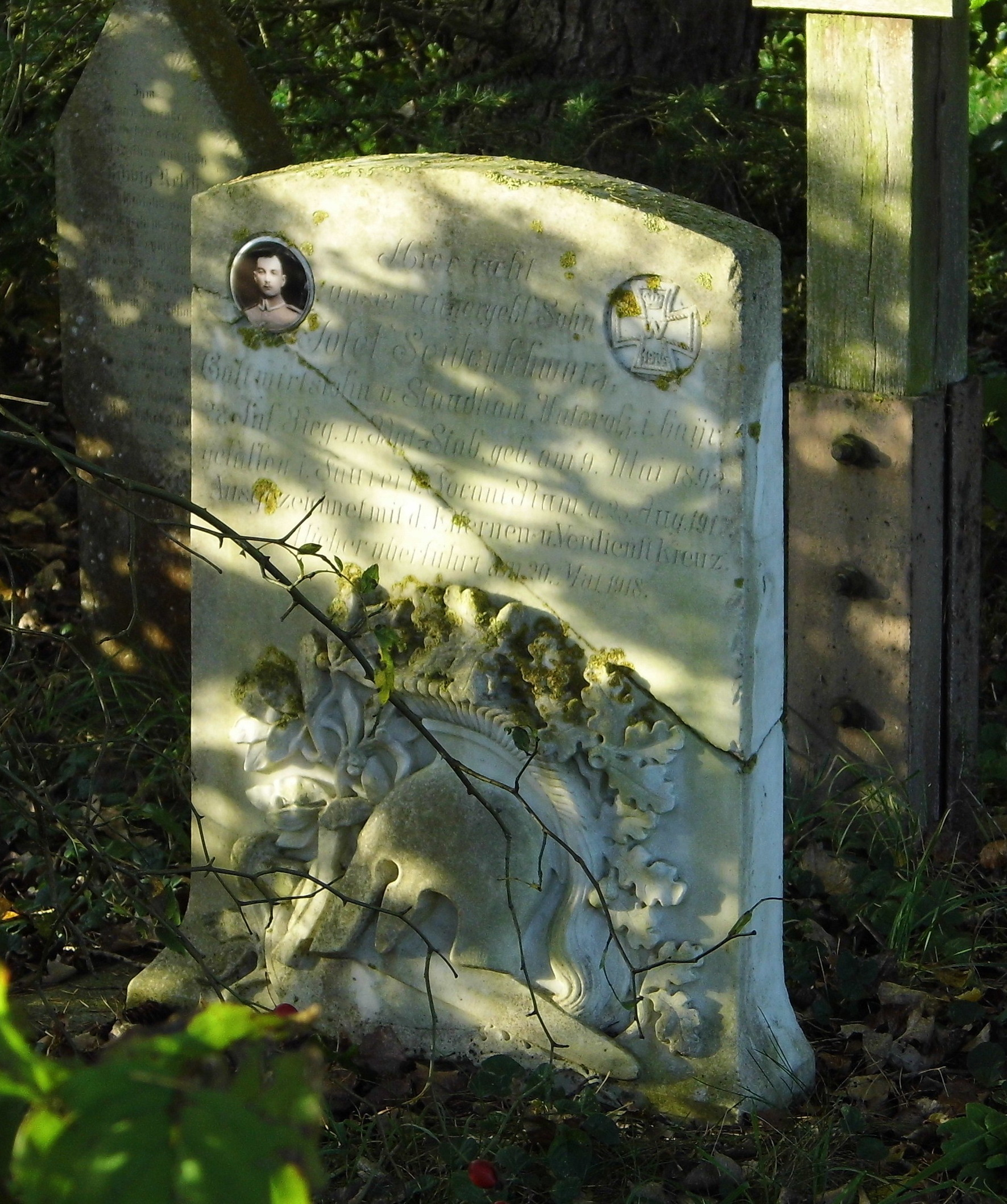
Familiengrabstätte auf Privatgrund bei Staudham

Durch die Verwaltungsreformen zu Beginn des 19. Jahrhunderts im Königreich Bayern wurde der Ort ein Bestandteil der Landgemeinde Attel, zu der auch die Gemeindeteile Attlerau, Au, Edgarten, Elend, Gabersee, Gern, Heberthal, Kobl, Kornberg, Kroit, Limburg, Osterwies, Reisach, Reitmehring, Rottmoos, Seewies und Viehhausen gehörten. Im Zuge der kommunalen Gebietsreform in Bayern in den 1970er-Jahren wurde Staudham im Jahr 1978 zusammen mit dem größten Teil der Gemeinde Attel in die Stadt Wasserburg eingegliedert. Im Jahr 2012 zählte Staudham elf Einwohner.

## Verkehr
Die Anbindung an das öffentliche Straßennetz wird durch die Bundesstraße 304 hergestellt, die unmittelbar südlich des Ortes vorbeiführt.